# 凡莱穆捷
凡莱穆捷（法語：Fain-lès-Moutiers，法語發音：[fɛ̃ lɛ mutje]，意为“穆捷附近的凡”）是法国科多尔省的一个市镇，属于蒙巴尔区。

## 地理
凡莱穆捷（47°35'0"N, 4°12'43"E）面积9.75 平方千米，位于法国勃艮第-弗朗什-孔泰大區科多尔省，该省份为法国中东部省份，北起奥布省，西接涅夫勒省和约讷省，南至索恩-卢瓦尔省，东南接汝拉省，东临上索恩省，东北部与上马恩省接壤。
与凡莱穆捷接壤的市镇（或旧市镇、城区）包括：瑟纳伊、坎西勒维孔特、阿蒂、科尔桑、穆捷圣让、比耶里莱贝勒方丹、瓦西苏皮西。

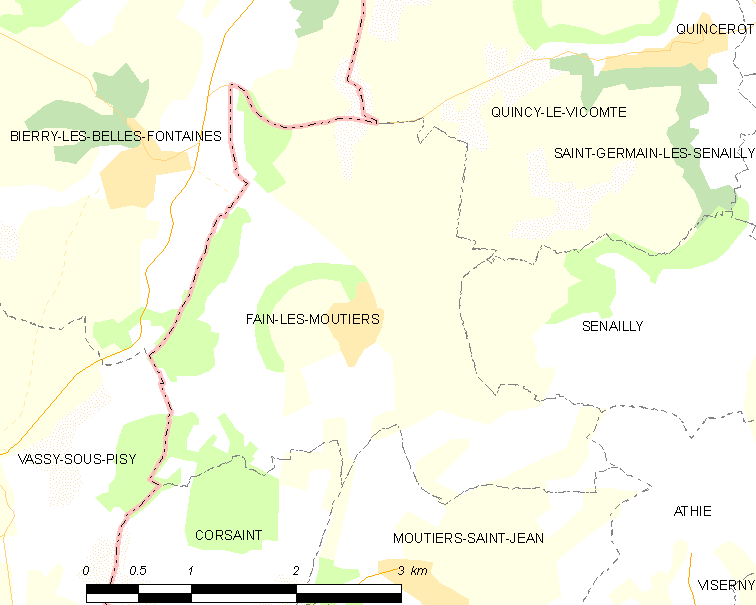
凡莱穆捷的OSM定位图

凡莱穆捷的时区为UTC+01:00、UTC+02:00（夏令时）。

## 行政
凡莱穆捷的邮政编码为21500，INSEE市镇编码为21260。

## 政治
凡莱穆捷所属的省级选区为蒙巴尔县。

## 人口

1962-2008年间凡莱穆捷人口变化图示

凡莱穆捷于2022年1月1日时的人口数量为152人。